# Prentiss
Prentiss és una població dels Estats Units a l'estat de Mississipi. Segons el cens del 2000 tenia 1.158 habitants.

## Demografia
Segons el cens del 2000, Prentiss tenia 1.158 habitants, 479 habitatges, i 323 famílies. La densitat de població era de 239,1 habitants per km².
Dels 479 habitatges en un 24,4% hi vivien nens de menys de 18 anys, en un 50,9% hi vivien parelles casades, en un 13,4% dones solteres, i en un 32,4% no eren unitats familiars. En el 30,9% dels habitatges hi vivien persones soles el 18,2% de les quals corresponia a persones de 65 anys o més que vivien soles. El nombre mitjà de persones vivint en cada habitatge era de 2,26 i el nombre mitjà de persones que vivien en cada família era de 2,8.
Per edats la població es repartia de la següent manera: un 19,9% tenia menys de 18 anys, un 7% entre 18 i 24, un 23,9% entre 25 i 44, un 25,7% de 45 a 60 i un 23,4% 65 anys o més.
L'edat mediana era de 44 anys. Per cada 100 dones de 18 o més anys hi havia 84,3 homes.
La renda mediana per habitatge era de 29.200 $ i la renda mediana per família de 38.571 $. Els homes tenien una renda mediana de 31.875 $ mentre que les dones 21.806 $. La renda per capita de la població era de 18.486 $. Entorn del 17,2% de les famílies i el 22,5% de la població estaven per davall del llindar de pobresa.

## Poblacions més properes
El següent diagrama mostra les poblacions més properes.